# Codex Vaticanus
Il Codex Vaticanus (Bibl. Vat., Vat. gr. 1209; Gregory-Aland no. B o 03), o «Codice Vaticano», è il più antico esempio di Bibbia cristiana completa dall'inizio della Genesi alla fine dell'Apocalisse: fu infatti trascritto nella prima metà del IV secolo, attorno al 325, in greco, su pergamena, con lettere onciali (maiuscole).

## Contenuto

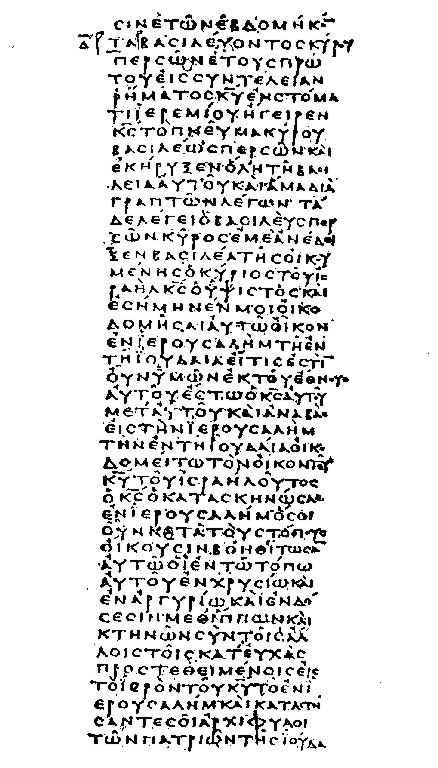
Sezione del Codex Vaticanus contenente Esd 2,1-8

Il Codex Vaticanus conteneva originariamente il testo completo della traduzione greca della Bibbia detta Settanta, a eccezione di 1-4 Maccabei e della Preghiera di Manasse.
Comprende attualmente un totale di 759 fogli (617 fogli per il solo Antico Testamento). Ciascun foglio misura cm. 27x27. Il testo su ciascuna pagina è organizzato in tre colonne di 40 righe ciascuna, con 16–18 lettere per rigo. Nei libri poetici il testo è diviso in versi, su due colonne. Tutte le lettere sono di uguale grandezza ed in scriptio continua, ma a volte la prima lettera di una sezione si allunga verso il margine del foglio. La punteggiatura è rara (accenti e spiriti sono stati aggiunti successivamente), a eccezione di alcuni spazi e segni che indicano le citazioni dell'Antico Testamento.
Il codice appare mutilo e con fogli di rimpiazzo presi da altri manoscritti. La situazione delle pagine è la seguente: i primi 31 fogli (Gn 1,1–46,28) sono andati perduti, allo stesso modo una parte del foglio 178 (2 Re 2, 5-7; 10–13) e 10 fogli dopo il 348 (Sal 105,27–137,6b), oltre ad un imprecisabile numero di fogli dopo l'ultimo libro del codice, contenente, probabilmente, qualcuno dei Padri apostolici.
L'ordine dei libri dell'Antico Testamento è il seguente: da Genesi a 2 Cronache normale; Esdra; Neemia; Salmi; Proverbi; Qoelet; Cantico; Giobbe; Sapienza; Siracide; Ester; Giuditta; Tobia; Profeti minori; Isaia; Geremia; Baruc; Lamentazioni; Lettera di Geremia; Ezechiele; Daniele.
Del Nuovo Testamento (142 fogli) sono andate perdute una porzione delle epistole paoline, Ebrei 9, 14–13, 25, le lettere pastorali (1–2 Timoteo, Tito, Filemone) e l'Apocalisse. Le epistole cattoliche, come usuale nei codici greci, sono poste dopo gli Atti e prima del corpus paolino. Gli Atti presentano una divisione in 36 capitoli. Il corpus paolino è trattato come se fosse un unico libro. Dalla numerazione peculiare al codice si evince che esso è copia di un testo nel quale la Lettera agli Ebrei era posta tra la Lettera ai Galati e la Lettera agli Efesini (mentre nel Vaticano la Lettera agli Ebrei è l'ultima del corpus). Come il Codex Sinaiticus, il Vaticano non contiene la «finale lunga» del Vangelo secondo Marco (Marco 16:9–20), ma un notevole spazio lasciato vuoto farebbe pensare che lo scriba fosse conscio della lacuna nel manoscritto da cui stava copiando.
Il manoscritto contiene 795 doppi punti (tipo la umlaut tedesca) nel margine del Nuovo Testamento, che sembrano marcare alcuni testi incerti. La data dell'inserimento di tali segni è incerta.
Il manoscritto è totalmente digitalizzato ed è liberamente consultabile sul sito digi.vatlib.it.

## Provenienza

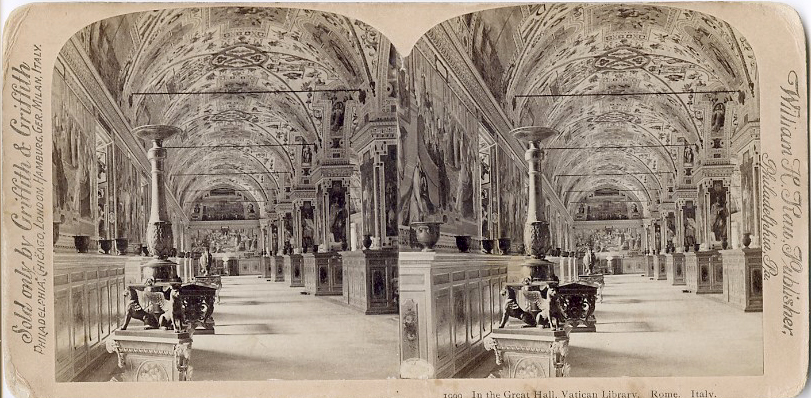
Biblioteca Vaticana

Origine e storia del manoscritto non sono note fino a quando il codice è conservato nella Biblioteca Apostolica Vaticana (fondata da Papa Nicola V nel 1448). Appare nei cataloghi del 1475 e 1481. Il luogo di origine è incerto: sono stati proposti Roma, il Sud Italia e Cesarea in Palestina. La somiglianza del testo con papiri e versioni copte ne suggeriscono un'origine egiziana.
Probabilmente è stato in possesso del Cardinale greco Giovanni Bessarione (1389–1472), a Nicea e Costantinopoli.

## Importanza
Il Codex Vaticanus è uno dei più importanti manoscritti della Bibbia. «Fin dai primi tempi della sua presenza nella Biblioteca Vaticana il codice fu tenuto in grande venerazione per la sua antichità. Ma un uso ampio di esso nella critica del Nuovo Testamento non si ebbe che in tempi relativamente recenti. Né l’edizione del Nuovo Testamento greco della Poliglotta Complutense (1514), né le varie edizioni di Erasmo furono influenzate dalle lezioni di B. Il primo a farne un certo uso nella critica del testo è probabilmente l’esegeta Francesco Luca di Bruges, che a partire dal 1580 cita più volte il codice nelle sue opere esegetiche. Le sue varianti saranno poi riprodotte nella Poliglotta di Londra (1657). Dell’uso sistematico del codice per un'edizione del N.T. si trattò seriamente verso la fine del secolo XVI, quando fu deciso di preparare, insieme col V.T., anche un'edizione del N.T. greco che uscisse con autorità pontificia. È probabilmente in connessione con i lavori della quattordicesima congregazione di cardinali istituita da Sisto V nel 1588 per l’edizione della Bibbia latina, greca ed ebraica, che il teatino Antonio Agelli incominciò a raccogliere alcune lezioni di B. Dopo un periodo di interruzione, i lavori furono ripresi intorno al 1617 per iniziativa di Paolo V, e della raccolta delle lezioni si occupò l’umanista greco Giovanni Matteo Cariofille: ma anche questa volta il progetto dovette essere abbandonato. Nel 1669 il cisterciense Giulio Bartolocci, scrittore della Biblioteca Vaticana, collazionò il codice con l'edizione Aldina del 1518. Ma tale collazione rimase sempre manoscritta. Nel 1698 il prefetto della Biblioteca Lorenzo Alessandro Zaccagni ne descrisse il particolare sistema di divisione in capitoli. Egli intendeva preparare una edizione del Nuovo Testamento di B, e nella Biblioteca Vaticana si conserva il manoscritto da lui predisposto a tale proposito. Se non fosse sopravvenuta la morte prematura dello Zaccagni, la critica dei vangeli avrebbe avuto fin dal sec. XVII uno strumento di lavoro che invece dovette attendere ancora per 150 anni.»
Il Codex Vaticanus è stato usato da Brooke Foss Westcott e Fenton John Anthony Hort come base per la terza edizione del Greek New Testament (1881), e da Eberhard Nestle per il suo Novum Testamentum Graece (1898). L'attuale testo di riferimento (cioè riconosciuto come base di traduzione da cristiani cattolici, ortodossi e protestanti), la 5.a edizione del Greek New Testament (coincidente in ogni singolo dettaglio con la 28.ma edizione del Novum Testamentum Graece di Eberhard Nestle e Kurt Aland) del 2014, si basa ancora fondamentalmente sul Codex Vaticanus.
Inoltre il codice è il principale testimone dell'Antico Testamento greco — noto anche come versione dei Settanta — per quasi tutti i libri in cui esso è ci conservato. Soltanto nel libro del profeta Isaia il testo del codice rappresenta la recensione Esaplare, di cui, ancora, è il migliore testimone.

## Critica testuale
Il manoscritto manca della Pericope dell'adultera (Vangelo secondo Giovanni 8,1-11) come pure dei versetti relativi all'agonia di Gesù al Getsemani (Vangelo secondo Luca 22:43-44) e di Matteo 16,2b-3.